# MoltenVK
MoltenVK je open-source softwarová knihovna vyvíjená společností The Brenwill Workshop Ltd., která umožňuje, aby aplikace užívající rozhraní Vulkan fungovaly na operačních systémech macOS a iOS, které Vulkan nativně nepodporují.
Vulkan je standard aplikačního rozhraní pro trojrozměrnou grafiku, který je vyvíjen organizací Khronos Group a je podporován širokou škálou výrobců grafických karet, operačních systémů a vývojářských nástrojů. Vulkan však není podporován v operačních systémech Applu, jelikož využívají vlastní standard rozhraní zvané Metal. Z tohoto důvodu se skupina Khronos Group rozhodla vydat softwarovou knihovnu MoltenVK, která umožňuje aplikacím využívajících Vulkan překládat příkazy psané pro Vulkan na příkazy psané pro Metal a následně je spouštět na zařízeních Apple.

## Historie
MoltenVK bylo vyvinuto 27. června 2016 společností The Brenwill Workshop a zprvu licencované jako software s uzavřeným kódem. Později, 26. února 2018, však byla pod dohledem Khronos Group založena tzv. Vulkan Portability Technical Subgroup, která se společně se společnostmi Valve, The Brenwill Workshop a LunarG zasloužila o vydání MoltenVK pod open-source licencí Apache License 2.0, jenž umožňuje uživatelům svobodné užívání a distribuci tohoto softwaru.
V roce 2018 vydalo Valve podporu hry Dota 2 na macOS přes MoltenVK, což přineslo nárůst ve výkonnosti až o 50 % oproti předchozímu používanému rozhraní, OpenGL. Později toho roku vydalo Valve Artifact, což byla jejich první hra, jež byla na macOS podporována pouze přes MoltenVK.

## Vývoj verzí
MoltenVK je průběžně aktualizován, aby reflektoval nové verze standardu Vulkan a nové funkce podporované operačním systémem macOS a iOS.
MoltenVK 1.0 byla první veřejně dostupnou verzí, která byla vydána v únoru 2018. Tato verze umožnila spouštět aplikace napsané pro Vulkan na zařízeních Apple s operačním systémem macOS a iOS.
V roce 2018 byla vydána verze 1.0.35, která přinesla podporu pro novější verzi Metal API a vylepšila výkon. Tato verze také podporovala některé funkce, které byly přidány do Vulkan API po vydání verze 1.0, což umožnilo vývojářům využít pokročilejší funkce v aplikacích portovaných pomocí MoltenVK.
Verze 1.1 přinesla podporu MoltenVK pro novější verzi Vulkanu, a to Vulkan 1.1.
Následující verze, MotlenVK 1.2, umožnila podporu pro nejnovější verzi Vulkan API a vylepšila výkon a kvalitu zobrazování. Přidala též podporu pixelových formátů pro procesory Apple Silicon.
Poslední vydanou verzí v současnosti je verze 1.3, která vyšla v březnu roku 2023 a přinesla nové a rychlejší generování shaderů.